# Tom Vilsack
Thomas James Vilsack, detto Tom (Pittsburgh, 13 dicembre 1950), è un politico statunitense, segretario dell'agricoltura nell'amministrazione Obama dal 2009 al 2017 e nuovamente nell'amministrazione Biden dal 2021 al 2025.
In precedenza ha ricoperto la carica di governatore dell'Iowa dal 1999 al 2007.

## Biografia
Poco dopo la sua nascita venne abbandonato dai suoi genitori naturali (come accaduto anche a Bill Clinton, Nancy Reagan e Gerald Ford) in un orfanotrofio, da cui nel 1951 venne prelevato da Bud e Dolly Vilsack, che lo adottarono. Dopo essersi laureato in giurisprudenza all'Hamilton College si è stabilito a Mount Pleasant, dove risiede con la moglie Ann Christine "Christie" Bell ed i figli Jess e Doug.

## Carriera politica
La sua carriera politica cominciò nel 1979, quando venne eletto consigliere comunale di Mount Pleasant tra le file del Partito Democratico; nel 1981 fu assessore alla sanità mentre dal 1984 fu vicesindaco: quando nel 1987 il primo cittadino Ed King venne assassinato, Tom Vilsack gli succedette nell'incarico per cinque anni. Dal 1992 al 1998 fu membro del Senato federale dell'Iowa, in cui occupò soprattutto di salute pubblica.
Nel 1998 si candidò come governatore dell'Iowa e sconfisse il candidato repubblicano Jim Ross Lightfoot; Vilsack prese possesso delle sue funzioni il 15 gennaio 1999 e le mantenne fino al 12 gennaio 2007: egli infatti fu ricandidato alle elezioni governative del 2002 (in cui ottenne il successo con il 52,3% dei voti) ma decise di non presentarsi per un terzo mandato. Nel 2004, secondo alcuni politologi statunitensi, John Kerry pensò a lui per il ruolo di vicepresidente degli Stati Uniti.

### Candidatura alle elezioni presidenziali del 2008
Il 9 novembre 2006 Tom Vilsack ha annunciato la sua candidatura alle primarie presidenziali democratiche che si terranno nel 2008. La campagna di Vilsack si distingue per un largo utilizzo del web e di vari siti, come Youtube o Facebook. Tuttavia il 23 febbraio 2007 si ritira dalla competizione a causa dei pochissimi fondi raccolti durante la campagna elettorale ed ha assicurato il suo appoggio ad Hillary Clinton, diventando co-presidente della sua campagna elettorale..

### Segretario dell'agricoltura

#### Primo mandato (2009-2017)
Il 17 dicembre 2008 il Presidente eletto Barack Obama lo ha nominato come Segretario dell'Agricoltura nella sua nuova amministrazione. Dopo aver ricevuto la fiducia del Senato all'unanimità, entra ufficialmente in carica il 21 gennaio 2009.
Provenendo da uno Stato agricolo (Iowa) come i predecessori Johanns e Schafer, la nomina di Vilsack ha suscitato pareri fortemente positivi dalle organizzazioni agricole, come la Corn Refiners Association e la National Grain and Feed Association.
Vilsack ha nei primi mesi di mandato nominato Shirley Sherrod direttore dello sviluppo rurale della Georgia, affermando che sarebbe stata "un'importante sostenitrice a nome delle comunità rurali". Mesi dopo la nomina, Vilsack l'ha costretta a dimettersi sulla base dell'accusa di considerare l'etnia nella gestione delle sue responsabilità lavorative presso una società di difesa privata nel 1986 . Rapporti successivi affermarono che Vilsack aveva reagito in modo eccessivo ad una registrazione modificata selettivamente di un discorso che Sherrod aveva tenuto alla NAACP. Il nastro modificato era stato pubblicato online dal blogger ultraconservatore Breitbart News. Vilsack ha espresso il suo "profondo rammarico" a Sherrod per aver agito frettolosamente, non considerando il materiale manipolato.
Vilsack ha nel 2012 promosso la vendita di un prodotto di carne bovina ricavato da ritagli di carcasse di manzo macellate precedentemente, sostenendo che fosse più economico, meno grasso e sicuro per l'alimentazione. Vilsack ne ha inoltre promosso la distribuzione nelle mense scolastiche.

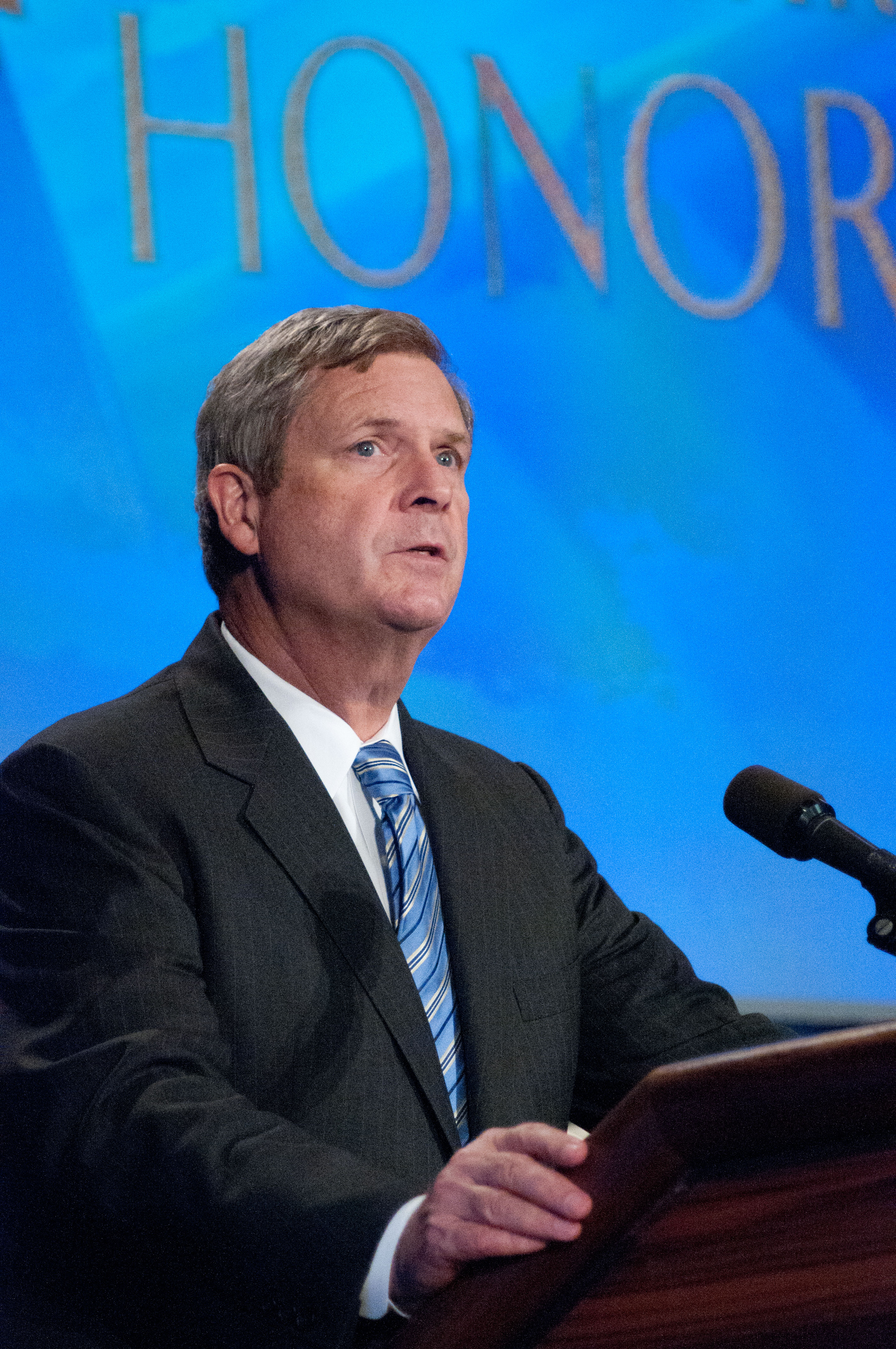
Il Segretario dell'Agricoltura Vilsack all'auditorium Thomas Jefferson di Washington D.C. 14 settembre 2011

#### Secondo mandato (2021-2025)

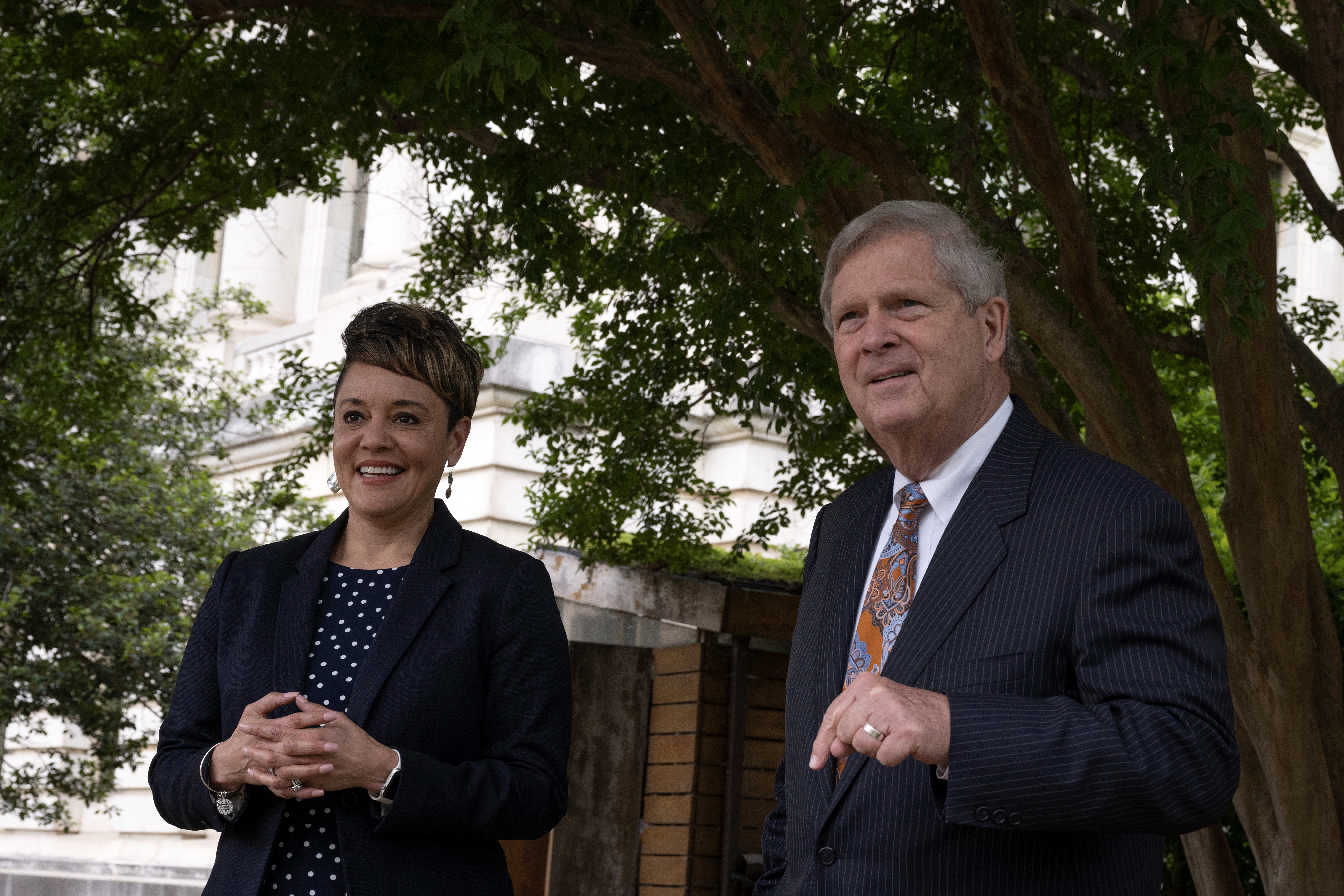
Il Segretario dell'Agricoltura Vilsack con la sua Vicesegretaria Jewel Bronaugh. 25 maggio 2021

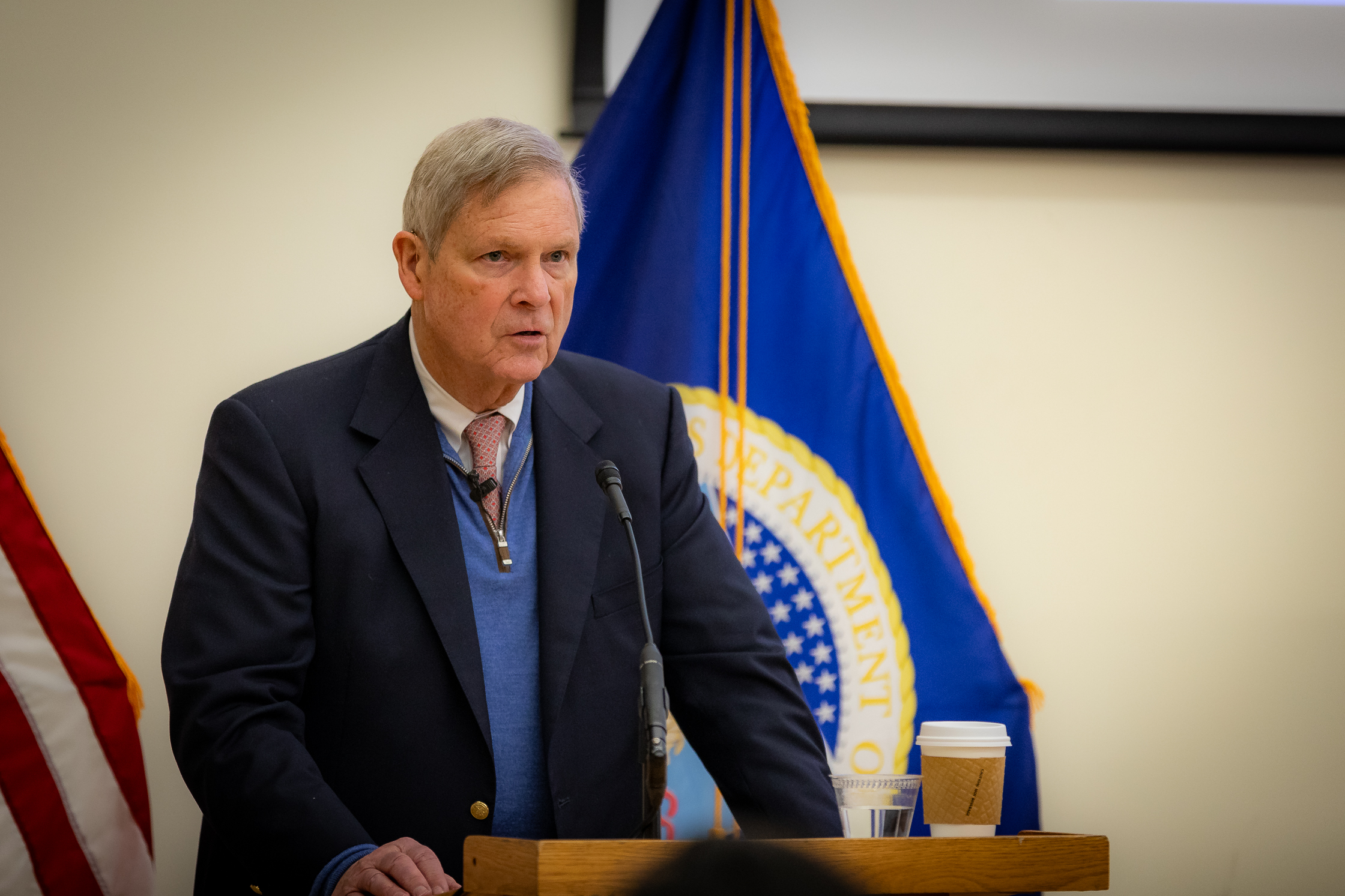
Vilsack tiene un discorso all'Università Durham in New Hampshire. 13 gennaio 2024

Il 10 dicembre 2020, il Presidente eletto Joe Biden ha dichiarato che Vilsack sarebbe stato richiamato a ricoprire nuovamente la carica di Segretario dell'Agricoltura. La sua nomina venne confermata dal Senato il 23 febbraio 2021 con 92 sì e 7 no, entrando ufficialmente in carica il giorno dopo.
La nomina di Vilsack è stata ancora largamente positiva, mentre gli agricoltori neri e progressisti ne hanno criticato la troppa vicinanza con il mondo dei grandi gruppi agricoli.
Vilsack ha immediatamente dichiarato che avrebbe sfruttato il denaro (100 milioni di dollari) dell'American Rescue Plan Act per aumentare la macellazione delle carni.

## Critica
Tom Vilsack è stato soprannominato "Mr. Monsanto" in seguito all'accettazione di numerosi OGM (barbabietole da zucchero Roundup Ready della Monsanto, erba medica Roundup Ready della Monsanto7 , mais DroughtGard della Monsanto e molti altri) da parte del Dipartimento dell'Agricoltura degli Stati Uniti.
Ex lobbista dell'industria lattiero-casearia, guadagnava un milione di dollari all'anno per questa attività. Nel 2016, Bernie Sanders, un democratico di sinistra, lo ha accusato di aver impedito l'adozione di una legge che richiede una rigorosa etichettatura degli OGM sui prodotti. È anche accusato di aver permesso ai macelli di pollame di sostituire gli ispettori statali con dipendenti pagati dalle loro aziende per monitorare la loro produzione.